# Borsod
Borsod est un ancien comitat de la Grande Hongrie, au sein de l'Autriche-Hongrie. Il fait aujourd'hui partie du comitat actuel de Borsod-Abaúj-Zemplén.